# 1145 (szám)
Az 1145 (római számmal: MCXLV) az 1144 és 1146 között található természetes szám.

## A szám a matematikában
A tízes számrendszerbeli 1145-ös a kettes számrendszerben 10001111001, a nyolcas számrendszerben 2171, a tizenhatos számrendszerben 479 alakban írható fel.
Az 1145 páratlan szám, összetett szám, félprím. Kanonikus alakja 51 · 2291, normálalakban az 1,145 · 103 szorzattal írható fel. Négy osztója van a természetes számok halmazán, ezek növekvő sorrendben: 1, 5, 229 és 1145.
Az 1145 huszonhat szám valódiosztó-összegeként áll elő, ezek közül legkisebb a 2547.

## Csillagászat
- 1145 Robelmonte kisbolygó